# Loudaya
Loudaya  (in arabo الأوداية‎?) è un centro abitato e comune rurale del Marocco situato nella prefettura di Marrakech, regione di Marrakech-Safi. Conta una popolazione di 33 767 abitanti (censimento 2014).